# Paukova mreža (Kit Teler)
Paukova mreža je epizoda serijala Mali rendžer (Kit Teler) obјavljena u Lunov magnus stripu #242. Epizoda je objavljena premijerno u bivšoj Jugoslaviji u februaru 1977. godine. Koštala je 8 dinara (0,44 $; 1,1 DEM). Izdavač јe bio Dnevnik iz Novog Sada. Epizoda je imala 104 stranice. Ovo je 1. deo duže epizode, koja se nastavlja u #243. pod nazivom Hacijenda hrabrih

## Originalna epizoda
Ova sveska premijerno je objavljena u Italiji u svesci #105. pod nazivom Oltre il confino objavljena u avgustu 1972. Sveska je koštala 200 lira (0,32 $; 1,27 DEM). Epizodu je nacrtao Balzano Birađo, a scenario napisao Andrea Lavecolo. Originalne korice nacrtao je Franko Donateli, tadašnji crtač Zagora.

## Stripovi istoga naslova
Epizodu ne treba brkati sa epizodom Zagora pod istim nazivom.

## Reprize ove epizode
Početak ove epizode (prvih 10 strana) reprizirano je u serijalu Piccolo ranger Edizioni If u broju #52, koji je u Italiji izašao u septembru 2016. Ostatak epizode izašao je u #53. iz oktobra 2016. U Hrvatskoj je #52. izašlo 2022. god pod nazivom Srce džungle, a #53. pod nazivom Preko granice početkom 2023. godine. Prodavala se po ceni od 5,3 €. U Srbiji se prodavala po ceni od 495 dinara (4,21 €; 4,63 $).

## Prethodna i naredna sveska Malog rendžera u LMS
Prethodna sveska Malog rendžera u LMS nosila je naziv Mesečev kamen (#239), a naredna Hacijenda hrabrih (#243).